# EpsiloNN
EpsiloNN ist eine neuronale Beschreibungssprache, die an der Universität Ulm entwickelt wurde. Sie dient zur Simulation künstlicher neuronaler Netze und wird vor allem in der Neuroinformatik eingesetzt.
Im Gegensatz zu kernbasierten Neurosimulatoren, wie zum Beispiel dem SNNS zur Simulation künstlicher neuronaler Netze wird bei einer neuronalen Beschreibungssprache der Simulationscode aus einer Netzwerk-Spezifikation generiert. Diese Spezifikation wird in einer solchen neuronalen Beschreibungssprache, wie zum Beispiel EpsiloNN, verfasst.
EpsiloNN unterstützt fast alle neuronalen Netzmodelle mit statischer Topologie, Netze mit einer dynamischen Topologie können nicht simuliert werden. Die Syntax ist an C/C++ angelehnt. Mit EpsiloNN Spezifikation lassen sich neuronale Netzmodelle kompakt beschreiben. Dabei unterstützt EpsiloNN auch massive Parallelisierung der neuronalen Netzwerke ohne eine künstliche Sequentialisierung.
Andere Beispiele für neuronale Beschreibungssprachen sind zum Beispiel:
- CONNECT, das von GMD-First, Berlin entwickelt wurde,[1]
- oder CuPit, das von der Universität Karlsruhe entwickelt wurde.[2]